# Олександрівка (Горохівська сільська громада)
Олекса́ндрівка (в минулому — Гаузенівка, Роксандрівка) — село в Україні, у Горохівській сільській громаді Баштанського району Миколаївської області. Населення становить 1336 осіб.

## Населення

### Мова
Розподіл населення за рідною мовою за даними перепису 2001 року:
| Мова            | Кількість | Відсоток |
| --------------- | --------- | -------- |
| українська      | 1232      | 92.22%   |
| російська       | 92        | 6.88%    |
| румунська       | 6         | 0.45%    |
| вірменська      | 2         | 0.15%    |
| білоруська      | 1         | 0.07%    |
| болгарська      | 1         | 0.07%    |
| інші/не вказали | 2         | 0.16%    |
| Усього          | 1336      | 100%     |

## Історія
Назва села походить від імені першої власниці — Роксандри Гики, вдови князя Молдавії та Валахії Григорія III.
Першими жителями Роксандрівки були кріпаки, переселені 1812 року з Чигиринського повіту Київської губернії. Наступний власник — херсонський губернатор (1817—18 роки) полковник Тізенгаузен залишив другу назву села — Гаузенівка. Третім власником був фон Лессінг, який до 1859 року розширив володіння Роксандрівки на третину. Після земельної реформи частину з власницьких земель купили заможні селяни: два брати Жайворонки (зберігся гранітний пам'ятник їхньої матері — Ксенії Онастасівни Жайворонок), поміщики Брюхин й Сорокунський.
Станом на 1886 рік у селі Роксандрівка Микільської волості Херсонського повіту Херсонської губернії мешкало 314 осіб, налічувалось 44 двори, існувала земська станція.
Після Другої світової війни у селі намагалися вирощувати бавовну.
28 листопада 2016 року в Олександрівці митрополит Миколаївський і Богоявленський Володимир звершив чин архієрейського освячення новозбудованого храму — на честь Архістратига Божого Михаїла та інших Небесних Сил безплотних.
Нині у селі є парк, ставок, пляж, кафе, школа, церква та магазини.

## Археологія
Біля села зберіглося одне з трьох знайдених городищ Черняхівської культури, а також її могильник, що датуються кінцем 4 — початком 5 сторіччя. Пам'ятки досліджував у 1979 році Борис Магомедов. Городище займає скельний мис, з боку поля обмежене ровом і валом, який насипаний із суглинку з домішкою щебеню. На валу була стіна з вапнякових плит висотою не менше 3 метрів. Виявлено фундаменти круглих башт, одна з яких розташована біля в'їзду. Територія городища забудована довгими спорудами з каменю, що розділені на окремі приміщення. Опалювалися вони вогнищами квадратної форми, викладеними з кам'яних плит, обмазаних глиною. Городище було політичним центром — постійною резиденцією вождя племінного об'єднання і його дружини, а також у разі військової небезпеки слугувало захистом для мешканців округи.
На могильнику досліджено два поховання за обрядом тілопокладення. Поховальні ями були заповнені камінням. Поблизу знаходився жертовник. Він являв собою прямокутну кам'яну огорожу розмірами 1,6 на 1,8 м. Звичай спорудження на місцях поховань жертовників, так званих есхар, був занесений в Північне Причорномор'я із Греції. Наявність такого жертовника на могильнику Олександрівка свідчить, що однією із складових черняхівської культури у Причорномор'ї було еллінізоване населення.